# Éric Dervieu
Pour les articles homonymes, voir Dervieu.
Éric Dervieu (né le 27 février 1956 à Paris) est un batteur de jazz français.

## Carrière
Il commence l'étude de la batterie jazz en 1973, aux côtés d'Hervé Legrand (fils de Michel Legrand) et de Dominique Lemerle.
En 1981, il intègre le trio de René Urtreger; en 1982, celui d'Hervé Sellin. De 1983 à 1992, avec ou sans les deux trios précédents, il accompagne Sonny Stitt, Steve Grossman, Johnny Griffin, Enrico Pieranunzi, Al Grey, Peter King, Joe Newman, Tony Scott, Ted Curson, Jimmy Forrest, le footballeur Eric Alexander, Pepper Adams, Jean-Louis Chautemps, Éric Le Lann, etc.
Avec le trio de René Urtreger puis celui de Gilles Clément, il accompagne Jean-Pierre Cassel de 1992 à la mort de ce dernier en 2007 dans les spectacles suivants : Cassel chante et danse Fred Astaire, Offrez-vous le Ritz, Et maintenant, Je ne peux pas vivre sans amour et Gainsbourg suite.
Depuis 2006, il accompagne avec Gilles Clément et Dominique Lemerle, la chanteuse Bévinda dans Bévinda chante Serge Gainsbourg Telle Qu'Elle (répertoire de Serge Gainsbourg de 1958 à 1968). En 2012: Joue avec la chanteuse Florence Grimal et le Trompettiste Nicolas Folmer dans le cadre d'un projet intitulé "sur les pas de Bill Evans".  Travaille aussi sur des spectacles avec le Chanteur Pascal Assy en compagnie de Gilles Clément. Intègre un nouveau Trio composé de Jean Luc Pino (violon) Philippe Petit (orgue).  En 2014 et 2015 tournée JMF avec le spectacle "Blues d’écolier" en compagnie de Gilles Clément et Lucien Zerrad.